# Vändåtberget

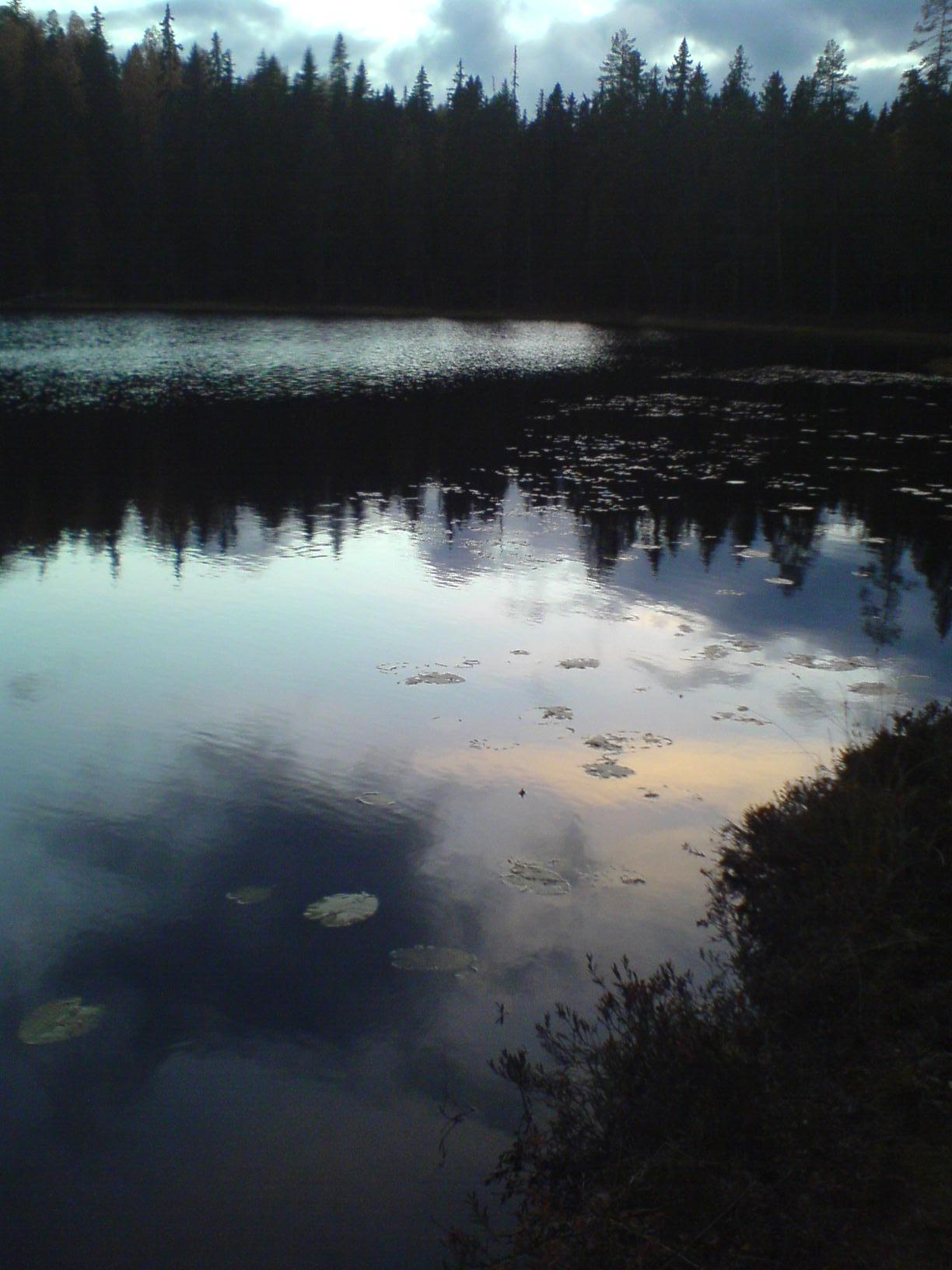
Inner-Abborrtjärnen

Vändåtberget – szwedzki rezerwat przyrody, o powierzchni ponad 345 ha, położony w gminie Örnsköldsvik.